# Juncus thomsonii
Juncus thomsonii là một loài thực vật có hoa trong họ Juncaceae. Loài này được Buchenau mô tả khoa học đầu tiên năm 1867.

## Hình ảnh

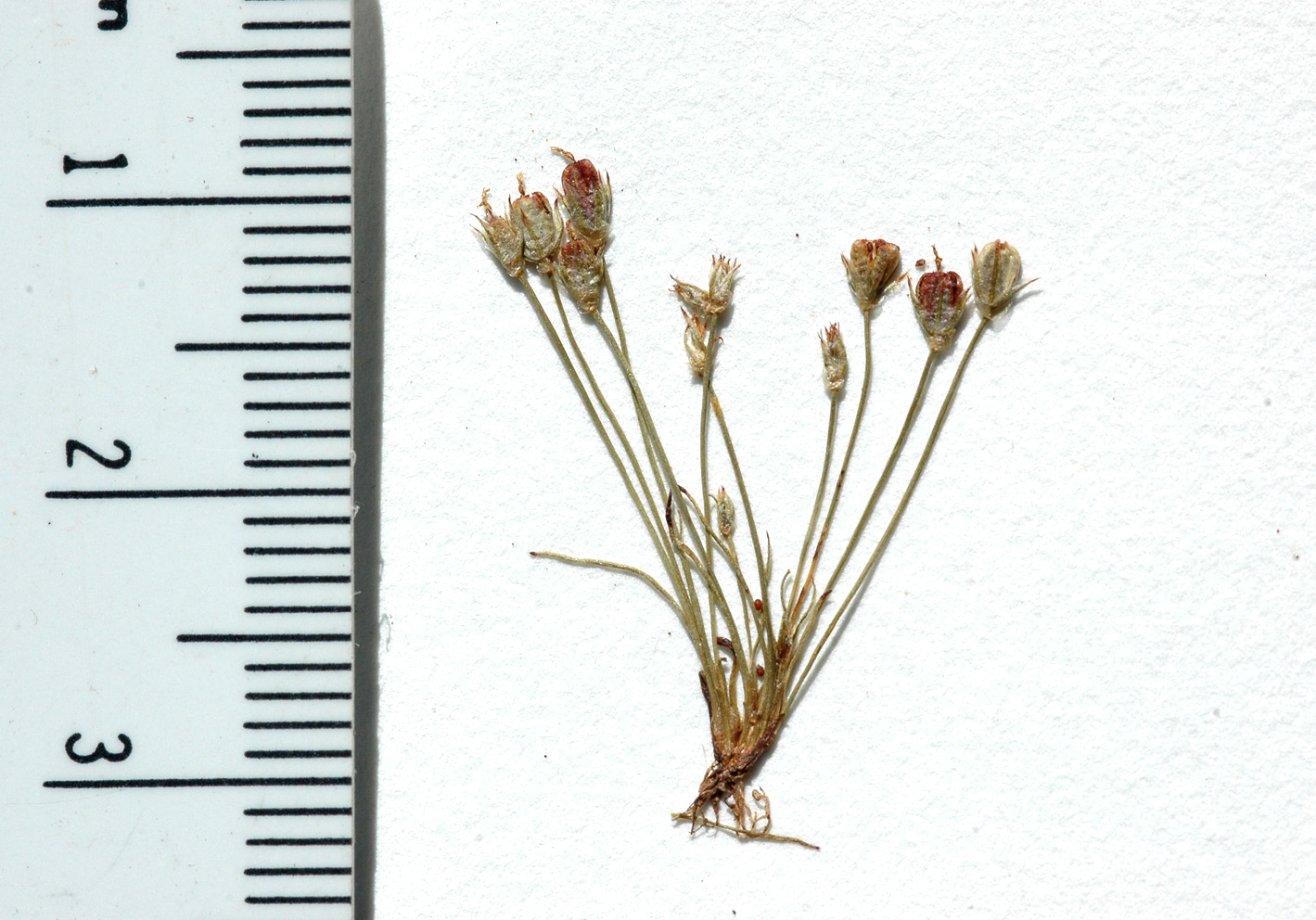
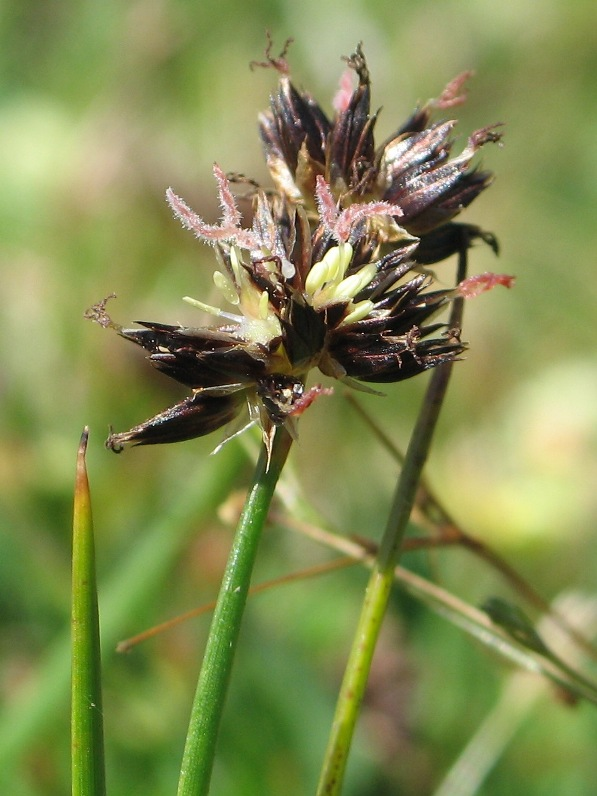